# Metasynaptops coelestinus
Metasynaptops coelestinus is een keversoort uit de familie bladrolkevers (Attelabidae). De wetenschappelijke naam van de soort werd in 1874 gepubliceerd door Francis Polkinghorne Pascoe.